# 土佐打刃物
土佐打刃物（とさ うちはもの）とは、日本の高知県（旧・土佐国）伝統の打刃物であり、現代では高知県内にて決められた製法で作られる打刃物を指す。

## 概要
豊臣政権下で編まれた土佐一国の総検地帳である『長宗我部地検帳』に、天正18年（1590年）の時点ですでに鍛冶屋の数399軒とあり、大いに隆盛していたことが分かる。すなわち、少なくとも桃山時代（安土桃山時代後半）まで遡ることのできる伝統工芸品である。
現代では主として「高知県土佐刃物連合協同組合」に加盟する組合員や加盟団体などが、包丁・鎌・鉈・鋸・鍬などを製作販売している。1998年（平成10年）5月6日に財団法人伝統的工芸品産業振興協会によって経済産業大臣指定伝統的工芸品に指定された。主な産地は、高知県の香美市、南国市、須崎市、土佐市、および、いの町南部（旧・伊野町）である。高知県で国指定の伝統工芸品はこの土佐打刃物といの町南部（旧・伊野町）の土佐和紙の2つのみである。